# エアカー

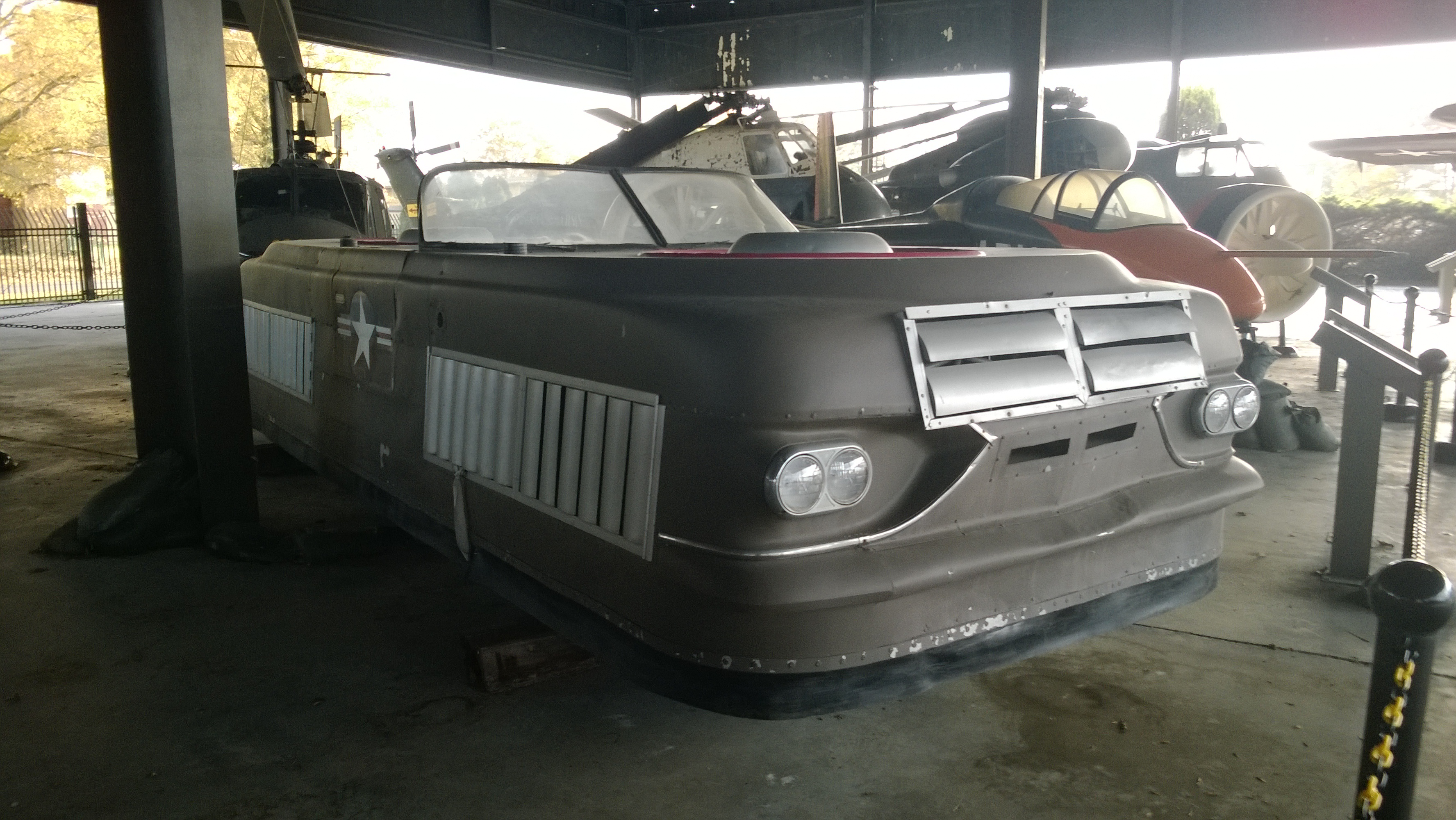
カーチス・ライトのGEM モデル 2500 エアカー。実用化はされなかった。

エアカー（英: Air car）は、空気を地面に噴射して車体を浮揚させることで車輪を使用せずに道路を走行する車である。ホバーカー（英: Hovercar）とも呼ばれる。

## 未来予想とエアカー
日本では戦後から高度経済成長期の間にかけて様々な児童向け雑誌が出版された。なかでも21世紀の世界を描いた未来予想図などが人気を集め、宇宙旅行やロボットなどと共にエアカーが描かれていた。
1961年、100年後の東京を予測した『2061年の東京』がたのしい四年生に掲載された。その中には、エアカーに乗り込む2061年の人々が描かれている。
当時のフォード副社長 Andrew Kucher は、1950年代後半から1960年代前半にかけて様々なメディアに登場し、将来的にはエアカーが実現するだろうと語っていた。1958年に Arthur Radebaugh によって書かれたコミック・ストリップ「Closer Than We Think」には Kucher の研究とエアカーの想像図が描かれている。

## その他の浮上方法
空気を地面に噴射する以外の方法で車を浮上させる取り組みも存在する
2014年6月9日にアメリカのサンフランシスコで開催されたイベントにて、自動車メーカーのトヨタは浮上して走行する車の開発に取り組んでいることを明らかにした。グーグルが自動運転車の開発を進めていることに対抗する狙いがあるとも指摘されている。実態は不明ながらトヨタが後に公開した動画のCGには磁気レーンのようなものが描かれている。
物理学者のミチオ・カクは、室温超伝導が達成されれば地面から磁気浮上して走行する車が実現できると予測する。この方法なら浮上時、走行時ともにエネルギーをほとんど消費しないため、エネルギー問題や地球温暖化の解決策にもなる。

## フィクションにおけるエアカー

### 実写映画
- マイノリティ・リポート (2002年) 
2054年が舞台。磁気浮上する完全自動運転車が走っており、一般的な道路は勿論のこと垂直に伸びる道路を登っていくこともできる[11][12]。また、この映画には地球環境の悪化によって内燃機関からの脱却を迫られた人類が磁気浮遊する車などの環境負荷が低い技術の発展に尽力したと言う設定が存在する[12]。
- トータル・リコール (2012)
21世紀末が舞台。"磁力ドライブ"を使って浮遊する車が登場する。この車は超伝導現象を利用して道路の上か下に浮遊した状態で走行出来る[13]。空飛ぶクルマとは違って飛行能力はない[13]。作中での名称はホバーカー[14]。

### 楽曲
- バーバラ・セクサロイド（1987年、テイチク）
ヤプーズの楽曲の歌詞に「エアーカー」が登場する[15]。

## 関連文献
- 石川憲二『未来マシンはどこまで実現したか？ −エアカー・超々音速機・腕時計型通信機・自動調理器・ロボット−』オーム社、2012年
- イェ・イ・ルジッキ著、藤川健治訳『ソビエトの少年科学2 エア・カー』誠文堂新光社、1967年
- アーサー・C・クラーク『未来のプロフィル』ハヤカワ文庫 NF、1980年